# Schließzwang
Schließzwang bei einer Tür bedeutet, dass sich der Schlüssel nach dem Aufschließen erst dann wieder aus dem Schloss entfernen lässt, wenn die Tür ordnungsgemäß abgeschlossen wurde. Der Erfinder dieses Schließzwangs mit dem Berliner Durchsteckschlüssel war der Schlossermeister Johann Schweiger ca. im Jahre 1912. Heute noch gibt es Schließzwangschlösser aus Berlin.
Eine typische Anwendung dieser Schlösser waren Haustüren in Berliner Mietshäusern.
Schließzwang ist (unter anderem) ein Begriff, der in Berlin weit verbreitet ist. Es gibt den sogenannten Durchsteckschlüssel und neuerdings auch Schließzwang ohne Durchsteckschlüssel, nämlich mit einem normalen Profilzylinderschlüssel, dies allerdings nur für einseitig zu begehende Türen (Müllboxen, Parkplatzschranken usw.), da man den Zylinderschlüssel nicht durchstecken kann.
Auch ist die Technik bei öffentlichen Schließfächern üblich, bei denen der Schlüssel erst entnommen werden kann, wenn die Tür geschlossen ist.
Auch bei sicherheitsrelevanten Schlössern im Eisenbahnbereich wird der Schließzwang angewandt, teilweise in der Art, dass aus zwei mechanisch miteinander verbundenen Schlössern jeweils nur ein Schlüssel entfernt werden kann.
Die zuletzt genannten Fälle stellen aber keinen „absoluten“ Schließzwang dar, da man diese Aktionen auch bei offener Tür vornehmen kann, was bei dem „echten“ Schließzwang nicht möglich war.

## Nachweise
1. ↑  Patent  WO2005017293: Anordnung als Teil eines Schließmechanismus. Veröffentlicht am 24. Februar 2005, Erfinder: Peter Bock.‌
2. ↑  Vor fast 90 Jahren erfand ein Weddinger Handwerker den Durchsteckschlüssel. tagesspiegel.de, 8. März 2000, abgerufen am 8. März 2009